# Ívi Adámou
Pour les articles homonymes, voir Adàmou.
Ívi Adámou (en grec moderne : Ήβη Αδάμου), née le 24 novembre 1993, est une chanteuse gréco-chypriote connue en Grèce et à Chypre à la suite de sa participation dans la deuxième saison de la version grecque de The X Factor, où elle était sous la direction de Giórgos Theofánous (en).

## Biographie
Ívi Adámou participe à la deuxième saison de The X Factor en Grèce (en), puis obtient la 6e place mais surtout gagne l’amour du public grec et signe un contrat avec Sony Music.
Son premier album Kalokéri stin kardiá (Καλοκαίρι στην καρδιά) sort en juin 2010 et devient disque d'or.
Ívi Adámou rejoint le groupe hip-hop Stavento (en) pour un single qui est devenu tube de l'été en Grèce, pour accompagner ce succès Ívi a effectué une tournée estivale avec Stavento.
Elle sort un album sur Noël intitulé Noël avec Ívi Adámou.
À l’été 2011, Ívi effectue une tournée avec le groupe Melisses.
En 2012, la chanteuse représente Chypre au Concours Eurovision de la chanson 2012 à Bakou en Azerbaïdjan avec la chanson "La La Love". Elle terminera à la 16e place avec 65 points.

## Discographie

### Album
- "Kalokeri Stin Kardia" (2010)
- "San Ena Oniro" (2011)

### Singles
- "Gelai" (2010)
- "Astrapes" (2010)
- "Hameni Agapi" (2010)
- "Sose Me" (2010)
- "Kati Na Pisto" (2011)
- "Voltes St Asteria" (2011)
- "To Mistiko Mou Na Vris" (2011)
- "The Queen" (2011)
- "La La Love" (2011)
- "Tis Agapis Ta Thimata" (2011)
- Kalokéri stin kardiá (Καλοκαίρι στην Καρδιά, « Été au cœur ») (2010)
- Christoúyenna me tin Ívi Adámou (Χριστούγεννα με την Ήβη Αδάμου, « Noël avec Ívi Adámou ») (2010)
- San éna óniro (Σαν ένα Όνειρο, « Comme un rêve ») (2011)